# Tekirdağ (district)
Tekirdağ is een Turks district in de provincie Tekirdağ en telt 161.136 inwoners (2007). Het district heeft een oppervlakte van 1111,5 km².
De bevolkingsontwikkeling van het district is weergegeven in onderstaande tabel.
| 1997    | 2000    | 2007    |
| ------- | ------- | ------- |
| 129.638 | 142.105 | 161.136 |